# Repomucenus ornatipinnis
Repomucenus ornatipinnis är en fiskart som först beskrevs av Regan, 1905.  Repomucenus ornatipinnis ingår i släktet Repomucenus och familjen sjökocksfiskar. Inga underarter finns listade i Catalogue of Life.